# Лудвиг I фон Флекенщайн
Лудвиг I фон Флекенщайн (на немски: Ludwig I von Fleckenstein; * 1542; † 20 май 1577) е фрайхер на господствата Флекенщайн в Северен Елзас и Дагщул в Саарланд.

## Произход
Той е син на фрайхер Георг I фон Флекенщайн († 1553) и съпругата му вилд- и Рейнграфиня Йохана фон Залм-Кирбург († 1595), дъщеря на вилд–и Рейнграф Йохан VII фон Салм-Кирбург (1493 – 1531) и графиня Анна фон Изенбург-Бюдинген-Келстербах († 1551/1557).
Лудвиг фон Флекенщайн умира на 20 май 1577 г. Родът „Флекенщайн-Дагщул“ измира през 1644 г. с внукът му Георг II фон Флекенщайн-Дагщул.

## Фамилия
Лудвиг фон Флекенщайн се жени 1562 г. за графиня Анна Сибила фон Ханау-Лихтенберг (* 16 май 1542, Лихтенберг, Елзас; † сл. 5 януари 1580), дъщеря на граф Филип IV фон Ханау-Лихтенберг († 1590) и Елеонора фон Фюрстенберг († 1544). Те имат един син:
- Филип Волфганг фон Флекенщайн (* пр. 1574; † 1618), фрайхер на Флекенщайн и Дагщул, женен I. за Анна Александрия фон Раполтщайн († 1610), II. за Мария Магдалена фон Хоензаксен († сл. 1628)

## Галерия
- Останки от замък Флекенщайн
- Замък Флекенщайн
- Замък Дагщул (1466)